# Зейтун Корінтіанс
«Зейтун Корінтіанс» (англ. Żejtun Corinthians Football Club) — мальтійський футбольний клуб з міста Зейтун.

## Історія
Клуб «Зейтун Корінтіанс» засновано наприкінці Другої світової війни, кольори команда обрала за схемою найвідомішого мальтійського клубу «Сліма Вондерерс» («Корінтіанс» був фарм-клубом останнього).
Перше десятиліття команда провела в турнірах місцевого рівня. З 1960-х «Корінтіанс» виступає в третьому дивізіоні.
У 1970-х після кількох перемог в третьому дивізіоні клуб підвищився до другого дивізіону. Після реорганізації в структурі мальтійських чемпіонатів у 1980-х команда виступала в першому дивізіоні.
З 90-х по 2000-ні роки «Зейтун Корінтіанс» здебільшого виступав у третьому дивізіоні чергуючі виходи до другого. У сезоні 2016/17 здобув перемогу в другому дивізіоні, ще через три роки клуб здобув право грати в прем'єр-лізі, по завершенні якого знову вибув до другого дивізіону, де наразі і виступає.

## Досягнення
- Чемпіон другого дивізіону (1) — 2016/17.